# جائحة الإنفلونزا 1957-1958
جائحة الإنفلونزا الآسيوية 1957-1958، جائحة عالمية ناتجة عن فيروس الإنفلونزا أ H2N2، نشأت في قويتشو في جنوب الصين. يقدر عدد الوفيات الناجمة عن جائحة 1957-1958 بنحو مليون إلى أربعة ملايين شخص حول العالم، ما يجعلها إحدى أشد الأوبئة فتكًا في التاريخ. بعد عقد من الزمن، تسببت سلالة H3N2 الفيروسية المعاد تشكيلها في حدوث وباء إنفلونزا هونغ كونغ (1968-1969).

## لمحة تاريخية

### المنشأ والتفشي في الصين
أُبلغ عن تسجيل الحالة الأولى في قويتشو في جنوب الصين، في عام 1956 أو في بدايات عام 1957. و بعد زمن قصير أُبلغ عن تسجيل إصابات في مقاطعة يونان المجاورة في نهاية فبراير أو بداية مارس عام 1957. بحلول منتصف شهر مارس، انتشرت الإنفلونزا في كافة أرجاء الصين.
لم تكن جمهورية الصين الشعبية عضوًا في منظمة الصحة العالمية آنذاك (حتى عام 1981)، ولم تخبر الدول الأخرى بشأن الوباء. توضح مراكز السيطرة على الأمراض والوقاية منها في الولايات المتحدة أن «سنغافورة أبلغت عن أول إصابة لديها في فبراير 1957».
في أواخر عام 1957، حدثت موجة ثانية من الإنفلونزا في شمال الصين، وخاصة في المناطق الريفية. في العام نفسه، أسست الحكومة الصينية المركز الوطني الصيني للإنفلونزا (سي إن آي سي) استجابة للوباء، وسرعان ما نشر المركز كتيبًا حول الإنفلونزا عام 1958.

### التفشي في المناطق الأخرى
في 17 أبريل 1957، أبلغت صحيفة التايمز أن «وباء الإنفلونزا أصاب الآلاف من سكان هونغ كونغ». بحلول نهاية الشهر (أو في وقت مبكر من فبراير)، شهدت سنغافورة أيضًا تفشيًا للإنفلونزا الجديدة، التي بلغت ذروتها في منتصف مايو مع حصيلة 680 حالة وفاة، وكانت سنغافورة أول دولة تبلغ منظمة الصحة العالمية بوجود تفشي واسع النطاق للإنفلونزا «التي تبين أنها قادمة من هونغ كونغ». في تايوان، أصيب 100,000 شخص بحلول منتصف مايو، ووصلت الهند إلى مليون حالة إصابة بحلول يونيو. في أواخر يونيو، وصل الوباء إلى المملكة المتحدة.
بحلول يونيو 1957، وصل الوباء إلى الولايات المتحدة، حيث تسبب بحالات قليلة في البداية. كان من بين أوائل المصابين أفراد البحرية الأمريكية في المدمرات الراسية في محطة نيوبورت البحرية والمجندين العسكريين الجدد في أماكن أخرى. بلغت الموجة الأولى ذروتها في أكتوبر وأصابت بصورة رئيسية الأطفال العائدين إلى المدرسة بعد عطلة الصيف. بدت الموجة الثانية أكثر وضوحًا بين المسنين، وبالتالي كانت أكثر فتكًا.

### اللقاح والآثار
شعر عالم الأحياء الدقيقة المدعو موريس هيلمان بالقلق إزاء صور المصابين بالفيروس في هونغ كونغ التي نشرتها صحيفة نيويورك تايمز. حصل على عينات من الفيروس من طبيب يعمل في البحرية الأمريكية في اليابان. أتاحت خدمة الصحة العامة الزرعات الفيروسية أمام مصنّعي اللقاح في 12 مايو 1957، ودخل اللقاح حيز التجربة في فورت أورد في 26 يوليو وفي قاعدة لاوري الجوية العسكرية في 29 يوليو.
بلغ عدد الوفيات ذروته في الأسبوع المنتهي بتاريخ 17 أكتوبر، إذ أُبلغ عن 600 حالة وفاة في إنجلترا وويلز. توافر اللقاح في الشهر نفسه في المملكة المتحدة. على الرغم من توافره بكميات محدودة في البداية، ساعد استخدامه السريع في احتواء الوباء. يُعتقد أن لقاح هيلمان أنقذ حياة مئات الآلاف. توقع البعض وصول تعداد الوفيات في الولايات المتحدة إلى المليون في حال عدم استخدام اللقاح الذي أوصى به هيلمان.
استمر انتقال فيروس H2N2 حتى عام 1968، حين تحول عبر الزيحان المستضدي إلى الإنفلونزا أ H3N2، وتسبب في حدوث جائحة الإنفلونزا عام 1968.

## علم الفيروسات
كانت السلالة الفيروسية المسببة لجائحة الإنفلونزا الآسيوية، وهي فيروس الإنفلونزا أ H2N2، ناتجة عن اتحاد إنفلونزا الطيور (من الإوز أغلب الظن) وفيروسات الإنفلونزا البشرية. نظرًا لأن السلالة الفيروسية كانت جديدة، كانت مناعة السكان في حدودها الدنيا.

## تقديرات الوفيات
قدرت منظمة الصحة العالمية معدل إماتة الحالات (سي إف آر) في الإنفلونزا الآسيوية بأقل من 0.2%. لكن، وجدت إحدى الدراسات أن معدل إماتة الحالات يقارب 0.67%. تمكنت الإنفلونزا من التسبب في ذات الرئة لوحدها دون وجود إنتان جرثومي ثانوي. من المحتمل أن الإنفلونزا الآسيوية أصابت نفس العدد الذي تضرر من جائحة الإنفلونزا الإسبانية عام 1918 أو أكثر، ولكن ساهم اللقاح وتحسن الرعاية الصحية واختراع المضادات الحيوية لتدبير العدوى الجرثومية الانتهازية في انخفاض معدل الوفيات. تسببت في الكثير من الإصابات لدى الأطفال، وانتشرت في المدارس، وأدت إلى إغلاق العديد منها. مع ذلك، نادرًا ما كان الفيروس قاتلًا لدى الأطفال، وكان أشد خطورة لدى النساء الحوامل، والمسنين، والمصابين بأمراض قلبية أو رئوية سابقة. تختلف تقديرات أعداد الوفيات حول العالم:
- تقدر منظمة الصحة العالمية وحكومة المملكة المتحدة عدد الوفيات بما يتراوح بين مليون وأربعة ملايين حالة.[5][28][29]
- تقدر ورقة بحثية نُشرت في مجلة الأمراض المعدية الوفيات بنحو 1.1 مليون حالة.[8][21][30]
- يقدر المركز الأمريكي لمكافحة الأمراض والوقاية منها عدد الوفيات في جميع أنحاء العالم بنحو 1.1 مليون حالة.[15]

### حسب البلد
- وفقًا لمراكز السيطرة على الأمراض والوقاية منها في الولايات المتحدة، توفي نحو 70,000 إلى 116,000 شخص في الولايات المتحدة.[15][31]
- يُقدر حدوث 33,000 حالة وفاة في المملكة المتحدة بسبب تفشي الإنفلونزا عامي 1957-1958.[8][26][28][32] قُدِّر معدل المضاعفات الناتجة عن هذا المرض بنحو 3% ومعدل الوفيات بنحو 0.3% في المملكة المتحدة.[17]
- في ألمانيا، توفي نحو 30 ألف شخص بسبب الإنفلونزا بين سبتمبر 1957 وأبريل 1958.[33]
- وفقًا لدراسة نُشرت عام 2016 في مجلة الأمراض المعدية، حدثت أعلى نسبة وفيات إضافية في أمريكا اللاتينية.[30]